# Гончаров, Михаил Адрианович
Михаил Адрианович Гончаров (1933—2014) — советский и российский учёный-геолог, лауреат премии имени Н. С. Шатского (2006).

## Биография
Родился 18 сентября 1933 года в Москве.
В 1956 году — окончил геологический факультет МГУ.
В 1965 году — защитил кандидатскую диссертацию, тема: «Некоторые вопросы связи кливажа со складкообразованием (на примере Зилаирского синклинория Южного Урала)»
В 1986 году — защитил докторскую диссертацию, тема: «Инверсия плотности в земной коре и складкообразование».
С 1991 года — заведующий лабораторией геотектоники и тектонофизики имени В. В. Белоусова кафедры динамической геологии геологического факультета МГУ.
Умер 10 июня 2014 года.

## Научная и общественная деятельность
Область научных интересов: решение проблемы механизма структурообразования в земной коре.
Первый этап исследований (1959—1965): выяснение морфологии, механизма формирования и генезиса кливажа, как одного из существенных индикаторов механизма складкообразования;
второй этап (1965—1971): количественное описание и математическая модель современной складчатой структуры;
третий этап (1968—1988): разработка термофлюидной адвективной концепции геосинклинального складкообразования в рамках комплексного подхода к этому явлению с привлечением данных других разделов геологии (морской геофизики, нефтяной геологии, гидрогеологии, литологии, петрологии), а также механики сплошных сред.
В дальнейшем разрабатывал научную концепцию ранговой организации геодинамических и структурных систем.
В МГУ читал курсы лекций «Физические основы структурной геологии», «Учение о структурных парагенезах».
Опубликовал более 170 научных работ, в том числе 7 монографий.
- Член МОИП (1963), член Международной ассоциации структурно-тектонических геологов (1994), член Европейского геофизического общества (1996).
- Член бюро секции «Экспериментальная тектоника и структурная геология» Межведомственного тектонического комитета РАH (1984).
- Председатель специализированного совета К.053.05.02 по общей и региональной геологии и геотектонике при МГУ (1992), член специализированных советов Д.053.05.25 по общей и региональной геологии и геотектонике при МГУ (1988), К.002.08.02 по геофизике при Объединенном институте физики Земли РАH (1987).

## Монографии
- «Очерки структурной геологии сложно дислоцированных толщ» (соавтор В. В. Белоусов и другие, 1970)
- «Очерки структурной геологии сложнодислоцированных толщ» (соавтор В. В. Белоусов и другие, 1977)
- «Инверсия плотности в земной коре и складкообразование» (1979)
- «Механизм геосинклинального складкообразования» (1988)
- «Методы моделирования в структурной геологии» (соавтор В. В. Белоусов, А. В. Вихерт и другие, 1988)
- «Складчатость Большого Кавказа» (соавтор В. H. Шолпо и Е. А. Рогожин, 1993)
- учебное пособие «Поля тектонических деформаций и напряжений».

## Награды
- Премия имени Н. С. Шатского (совместно с В. Г. Талицким, Н. С. Фроловой, за 2006 год) — за монографию «Введение в тектонофизику»